# سیارک ۳۵۳۱۳
سیارک ۳۵۳۱۳ (به انگلیسی: 35313 Hangtianyuan، نامگذاری:1997AC6) سی و پنج هزار و سیصد و سیزدهمین سیارک کشف شده‌است که در ۲ ژانویه ۱۹۹۷ کشف شد.